# Lista das 100 maiores músicas brasileiras pela Rolling Stone Brasil
Em outubro de 2009, comemorando três anos de existência, a revista Rolling Stone Brasil publicou uma edição especial com as 100 maiores músicas brasileiras de todos os tempos.
A avaliação ficou a cargo de uma comissão julgadora (pesquisadores, produtores, críticos e resenhistas) composta por 92 integrantes escolhidos pela revista.

## A lista
| #   | Música                                         | Intérprete                        | Ano  | Compositor(es)                                         |
| --- | ---------------------------------------------- | --------------------------------- | ---- | ------------------------------------------------------ |
| 100 | Anna Júlia                                     | Los Hermanos                      | 1999 | Marcelo Camelo                                         |
| 99  | Rua Augusta                                    | Ronnie Cord                       | 1963 | Hervé Cordovil                                         |
| 98  | A Noite do Meu Bem                             | Dolores Duran                     | 1959 | Dolores Duran                                          |
| 97  | Você Não Soube Me Amar                         | Blitz                             | 1982 | Evandro Mesquita, Ricardo Barreto, Guto, Zeca Mendigo  |
| 96  | Disritmia                                      | Martinho da Vila                  | 1974 | Martinho da Vila                                       |
| 95  | Último Desejo                                  | Aracy de Almeida                  | 1938 | Noel Rosa                                              |
| 94  | O Mar                                          | Dorival Caymmi                    | 1954 | Dorival Caymmi                                         |
| 93  | Casa no Campo                                  | Elis Regina                       | 1972 | Zé Rodrix; Tavito                                      |
| 92  | Tico-Tico no Fubá                              | Ademilde Fonseca                  | 1942 | Zequinha de Abreu                                      |
| 91  | Felicidade                                     | Caetano Veloso                    | 1974 | Lupicínio Rodrigues                                    |
| 90  | 2001                                           | Os Mutantes                       | 1969 | Rita Lee, Tom Zé                                       |
| 89  | A Flor e o Espinho                             | Nelson Cavaquinho                 | 1973 | Nelson Cavaquinho, Guilherme de Brito, Alcides Caminha |
| 88  | Sá Marina                                      | Wilson Simonal                    | 1968 | Antonio Adolfo, Tibério Gaspar                         |
| 87  | Meu Mundo e Nada Mais                          | Guilherme Arantes                 | 1976 | Guilherme Arantes                                      |
| 86  | Nervos de Aço                                  | Paulinho da Viola                 | 1973 | Lupicínio Rodrigues                                    |
| 85  | O Barquinho                                    | Maysa                             | 1961 | Ronaldo Bôscoli, Roberto Menescal                      |
| 84  | Rosa                                           | Orlando Silva                     | 1937 | Pixinguinha, Otávio de Sousa                           |
| 83  | Ideologia                                      | Cazuza                            | 1988 | Cazuza, Frejat                                         |
| 82  | Sossego                                        | Tim Maia                          | 1978 | Tim Maia                                               |
| 81  | Que País é Este                                | Legião Urbana                     | 1987 | Renato Russo                                           |
| 80  | Vapor Barato                                   | Gal Costa                         | 1971 | Jards Macalé, Waly Salomão                             |
| 79  | Maria Fumaça                                   | Banda Black Rio                   | 1977 | Oberdan Magalhães, Luiz Carlos dos Santos              |
| 78  | Cálice                                         | Chico Buarque e Milton Nascimento | 1978 | Chico Buarque, Gilberto Gil                            |
| 77  | Insensatez                                     | Tom Jobim                         | 1961 | Tom Jobim, Vinicius de Moraes                          |
| 76  | Samba de Verão                                 | Marcos Valle                      | 1964 | Marcos Valle, Paulo Sérgio Valle                       |
| 75  | Foi um Rio Que Passou em Minha Vida            | Paulinho da Viola                 | 1970 | Paulinho da Viola                                      |
| 74  | Sentado à Beira do Caminho                     | Erasmo Carlos                     | 1969 | Erasmo Carlos, Roberto Carlos                          |
| 73  | Wave                                           | Tom Jobim                         | 1967 | Tom Jobim                                              |
| 72  | Gîtâ                                           | Raul Seixas                       | 1974 | Raul Seixas, Paulo Coelho                              |
| 71  | Como uma Onda (Zen-Surfismo)                   | Lulu Santos                       | 1983 | Lulu Santos, Nelson Motta                              |
| 70  | Ronda                                          | Inezita Barroso                   | 1953 | Paulo Vanzolini                                        |
| 69  | Rosa de Hiroshima                              | Secos & Molhados                  | 1973 | Gérson Conrad, Vinicius de Moraes                      |
| 68  | Comida                                         | Titãs                             | 1987 | Arnaldo Antunes, Marcelo Fromer, Sérgio Britto         |
| 67  | A Banda                                        | Nara Leão                         | 1966 | Chico Buarque                                          |
| 66  | Clube na Esquina nº2                           | Milton Nascimento                 | 1972 | Milton Nascimento, Lô Borges, Márcio Borges            |
| 65  | BR-3                                           | Toni Tornado                      | 1970 | Antonio Adolfo, Tibério Gaspar                         |
| 64  | As Curvas da Estrada de Santos                 | Roberto Carlos                    | 1969 | Erasmo Carlos, Roberto Carlos                          |
| 63  | Alagados                                       | Os Paralamas do Sucesso           | 1986 | Herbert Vianna, Bi Ribeiro, João Barone                |
| 62  | Luar do Sertão                                 | Luiz Gonzaga e Milton Nascimento  | 1981 | Catulo da Paixão Cearense                              |
| 61  | Chão de Estrelas                               | Sílvio Caldas                     | 1937 | Sílvio Caldas, Orestes Barbosa                         |
| 60  | Na Rua, na Chuva, na Fazenda (Casinha de Sapê) | Hyldon                            | 1975 | Hyldon                                                 |
| 59  | Minha Namorada                                 | Carlos Lyra                       | 1971 | Carlos Lyra, Vinicius de Moraes                        |
| 58  | Apesar de Você                                 | Chico Buarque                     | 1970 | Chico Buarque                                          |
| 57  | Conversa de Botequim                           | Noel Rosa                         | 1935 | Noel Rosa, Vadico                                      |
| 56  | A Lua e Eu                                     | Cassiano                          | 1976 | Cassiano, Paulo Zdanowski                              |
| 55  | Balada do Louco                                | Os Mutantes                       | 1972 | Arnaldo Baptista, Rita Lee                             |
| 54  | Sabiá                                          | Cynara & Cybele                   | 1968 | Tom Jobim, Chico Buarque                               |
| 53  | Brasileirinho                                  | Waldir Azevedo                    | 1949 | Waldir Azevedo, Pereira Costa                          |
| 52  | Diário de um Detento                           | Racionais MC's                    | 1997 | Jocenir, Mano Brown                                    |
| 51  | Disparada                                      | Jair Rodrigues                    | 1966 | Geraldo Vandré, Théo de Barros                         |
| 50  | Ando Meio Desligado                            | Os Mutantes                       | 1970 | Arnaldo Baptista, Rita Lee, Sérgio Dias                |
| 49  | Os Alquimistas Estão Chegando os Alquimistas   | Jorge Ben Jor                     | 1974 | Jorge Ben Jor                                          |
| 48  | Maracatu Atômico                               | Chico Science & Nação Zumbi       | 1996 | Jorge Mautner, Nelson Jacobina                         |
| 47  | Me Chama                                       | Lobão e Os Ronaldos               | 1984 | Lobão                                                  |
| 46  | Ponteio                                        | Edu Lobo e Marília Medalha        | 1967 | Edu Lobo, Capinam                                      |
| 45  | Carcará                                        | Maria Bethânia                    | 1965 | João do Vale, José Cândido                             |
| 44  | Azul da Cor do Mar                             | Tim Maia                          | 1970 | Tim Maia                                               |
| 43  | Como Nossos Pais                               | Elis Regina                       | 1976 | Belchior                                               |
| 42  | Sampa                                          | Caetano Veloso                    | 1978 | Caetano Veloso                                         |
| 41  | Manhã de Carnaval                              | Luiz Bonfá                        | 1959 | Luiz Bonfá, Antônio Maria                              |
| 40  | Sangue Latino                                  | Secos & Molhados                  | 1973 | João Ricardo, Paulinho Mendonça                        |
| 39  | Metamorfose Ambulante                          | Raul Seixas                       | 1973 | Raul Seixas                                            |
| 38  | Eu Quero é Botar Meu Bloco na Rua              | Sérgio Sampaio                    | 1972 | Sérgio Sampaio                                         |
| 37  | Primavera (Vai Chuva)                          | Tim Maia                          | 1970 | Cassiano, Silvio Rochael                               |
| 36  | O Bêbado e a Equilibrista                      | Elis Regina                       | 1979 | João Bosco, Aldir Blanc                                |
| 35  | O Trem Azul                                    | Lô Borges                         | 1972 | Lô Borges, Ronaldo Bastos                              |
| 34  | Brasil Pandeiro                                | Novos Baianos                     | 1972 | Assis Valente                                          |
| 33  | Pérola Negra                                   | Luiz Melodia                      | 1973 | Luiz Melodia                                           |
| 32  | Ovelha Negra                                   | Rita Lee & Tutti Frutti           | 1975 | Rita Lee                                               |
| 31  | Travessia                                      | Milton Nascimento                 | 1967 | Milton Nascimento, Fernando Brant                      |
| 30  | Baby                                           | Gal Costa                         | 1969 | Caetano Veloso                                         |
| 29  | Coisa nº 5 - Nanã                              | Moacir Santos                     | 1965 | Moacir Santos, Mario Telles                            |
| 28  | Pra Não Dizer Que Não Falei das Flores         | Geraldo Vandré                    | 1968 | Geraldo Vandré                                         |
| 27  | Garota de Ipanema                              | Pery Ribeiro                      | 1961 | Tom Jobim, Vinicius de Moraes                          |
| 26  | Roda Viva                                      | Chico Buarque e MPB4              | 1967 | Chico Buarque                                          |
| 25  | País Tropical                                  | Wilson Simonal                    | 1969 | Jorge Ben Jor                                          |
| 24  | Eu Sei Que Vou Te Amar                         | Vinicius de Moraes                | 1970 | Tom Jobim, Vinicius de Moraes                          |
| 23  | Inútil                                         | Ultraje a Rigor                   | 1985 | Roger Moreira, Edgard Scandurra, Maurício Defendi      |
| 22  | Da Lama ao Caos                                | Chico Science & Nação Zumbi       | 1994 | Chico Science                                          |
| 21  | Tropicália                                     | Caetano Veloso                    | 1968 | Caetano Veloso                                         |
| 20  | Preta Pretinha                                 | Novos Baianos                     | 1972 | Moraes Moreira, Luiz Galvão                            |
| 19  | Quero Que Vá Tudo pro Inferno                  | Roberto Carlos                    | 1965 | Erasmo Carlos, Roberto Carlos                          |
| 18  | Sinal Fechado                                  | Chico Buarque                     | 1974 | Paulinho da Viola                                      |
| 17  | O Mundo é um Moinho                            | Cartola                           | 1974 | Cartola                                                |
| 16  | Ouro de Tolo                                   | Raul Seixas                       | 1973 | Raul Seixas                                            |
| 15  | Trem das Onze                                  | Demônios da Garoa                 | 1964 | Adoniran Barbosa                                       |
| 14  | Desafinado                                     | João Gilberto                     | 1958 | Tom Jobim, Newton Mendonça                             |
| 13  | As Rosas Não Falam                             | Cartola                           | 1974 | Cartola                                                |
| 12  | Aquarela do Brasil                             | Francisco Alves                   | 1939 | Ary Barroso                                            |
| 11  | Domingo no Parque                              | Gilberto Gil e Os Mutantes        | 1967 | Gilberto Gil                                           |
| 10  | Alegria, Alegria                               | Caetano Veloso                    | 1967 | Caetano Veloso                                         |
| 9   | Canto de Ossanha                               | Baden Powell e Vinicius de Moraes | 1966 | Baden Powell, Vinicius de Moraes                       |
| 8   | Detalhes                                       | Roberto Carlos                    | 1971 | Erasmo Carlos, Roberto Carlos                          |
| 7   | Panis et Circencis                             | Os Mutantes                       | 1968 | Caetano Veloso, Gilberto Gil                           |
| 6   | Chega de Saudade                               | João Gilberto                     | 1959 | Tom Jobim, Vinicius de Moraes                          |
| 5   | Mas Que Nada                                   | Jorge Ben Jor                     | 1963 | Jorge Ben Jor                                          |
| 4   | Asa Branca                                     | Luiz Gonzaga                      | 1947 | Luiz Gonzaga, Humberto Teixeira                        |
| 3   | Carinhoso                                      | Pixinguinha                       | 1928 | Pixinguinha, João de Barro                             |
| 2   | Águas De Março                                 | Elis Regina e Tom Jobim           | 1974 | Tom Jobim                                              |
| 1   | Construção                                     | Chico Buarque                     | 1971 | Chico Buarque                                          |

## Estatísticas
Artistas com três ou mais canções na lista:
- Chico Buarque, Os Mutantes (5)
- Caetano Veloso, Elis Regina (4)
- Roberto Carlos, Tom Jobim, Raul Seixas, Tim Maia (3)

Compositores com três ou mais composições na lista:
- Tom Jobim (8)
- Vinícius de Moraes (7)
- Chico Buarque (6)
- Caetano Veloso (5)
- Roberto Carlos, Erasmo Carlos, Rita Lee (4)
- Raul Seixas, Gilberto Gil, Jorge Ben Jor (3)